# Encinacorba
Encinacorba är en kommun och ort i Spanien.   Den ligger i provinsen Provincia de Zaragoza och regionen Aragonien, i den nordöstra delen av landet, 220 km öster om huvudstaden Madrid. Encinacorba ligger 760 meter över havet och antalet invånare är 239.
Terrängen runt Encinacorba är huvudsakligen kuperad, men åt nordost är den platt. Runt Encinacorba är det mycket glesbefolkat, med 3 invånare per kvadratkilometer. Närmaste större samhälle är Cariñena, 7,2 km nordost om Encinacorba. Omgivningarna runt Encinacorba är i huvudsak ett öppet busklandskap.